# Centre Marcel Dionne
Das Centre Marcel Dionne ist eine Mehrzweckhalle in der kanadischen Stadt Drummondville, Provinz Québec.

## Geschichte
Das Centre Marcel Dionne wurde 1963 unter dem Namen Centre Civique de Drummondville eröffnet. Es bietet 3038 Zuschauern Sitzplätze. Maximal bieten sich 4000 Plätze in der Halle. Das Eishockeyteam der Drummondville Voltigeurs, eine Junioren-Mannschaft in der QMJHL trägt dort seine Heimspiele aus. Zuvor waren die Rangers de Drummondville der QMJHL von 1969 bis 1974 in der Halle ansässig. Inzwischen wurde die Halle nach dem in Drummondville geborenen, ehemaligen NHL-Star Marcel Dionne benannt.

## Galerie

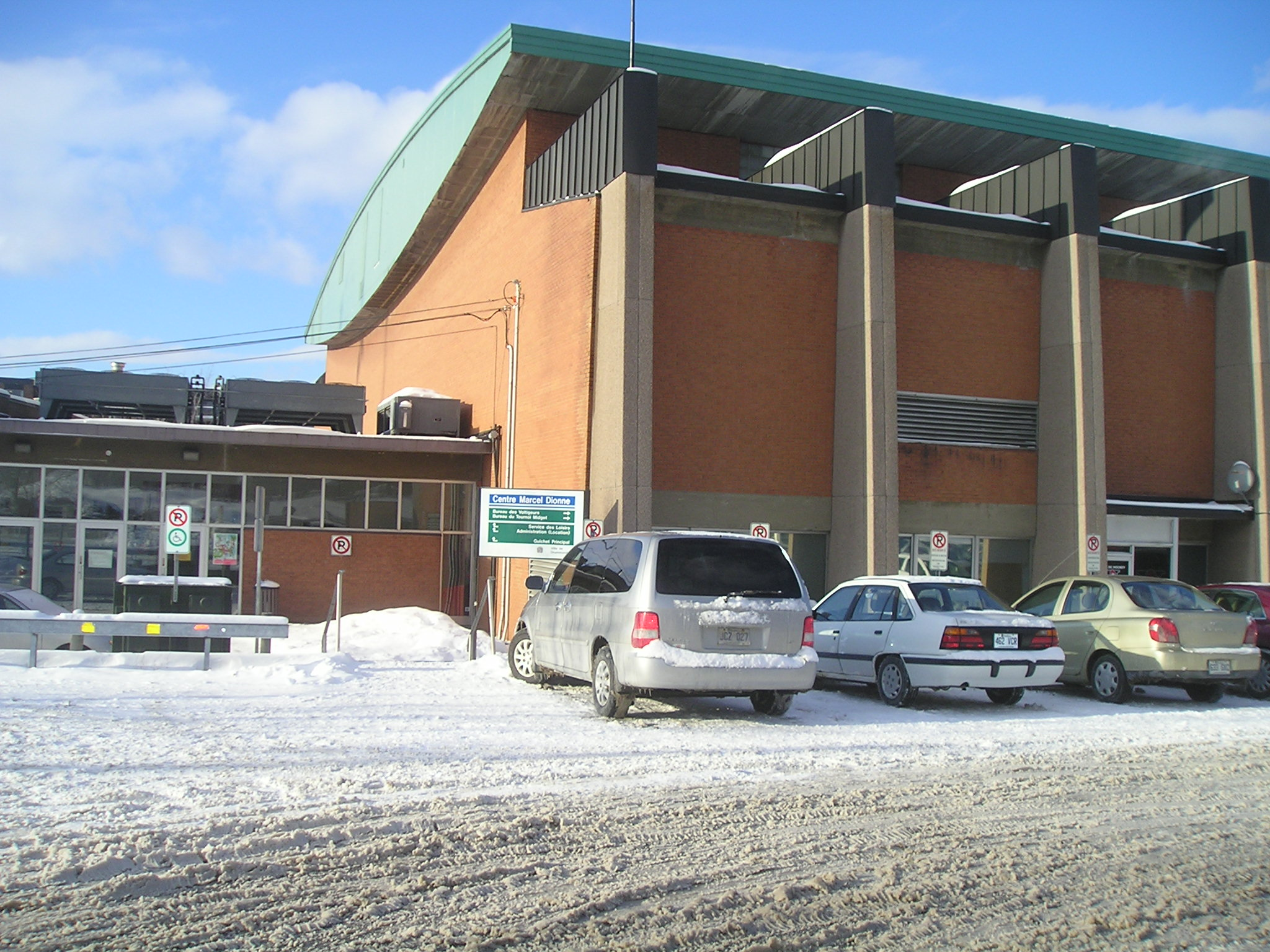
Der Eingang
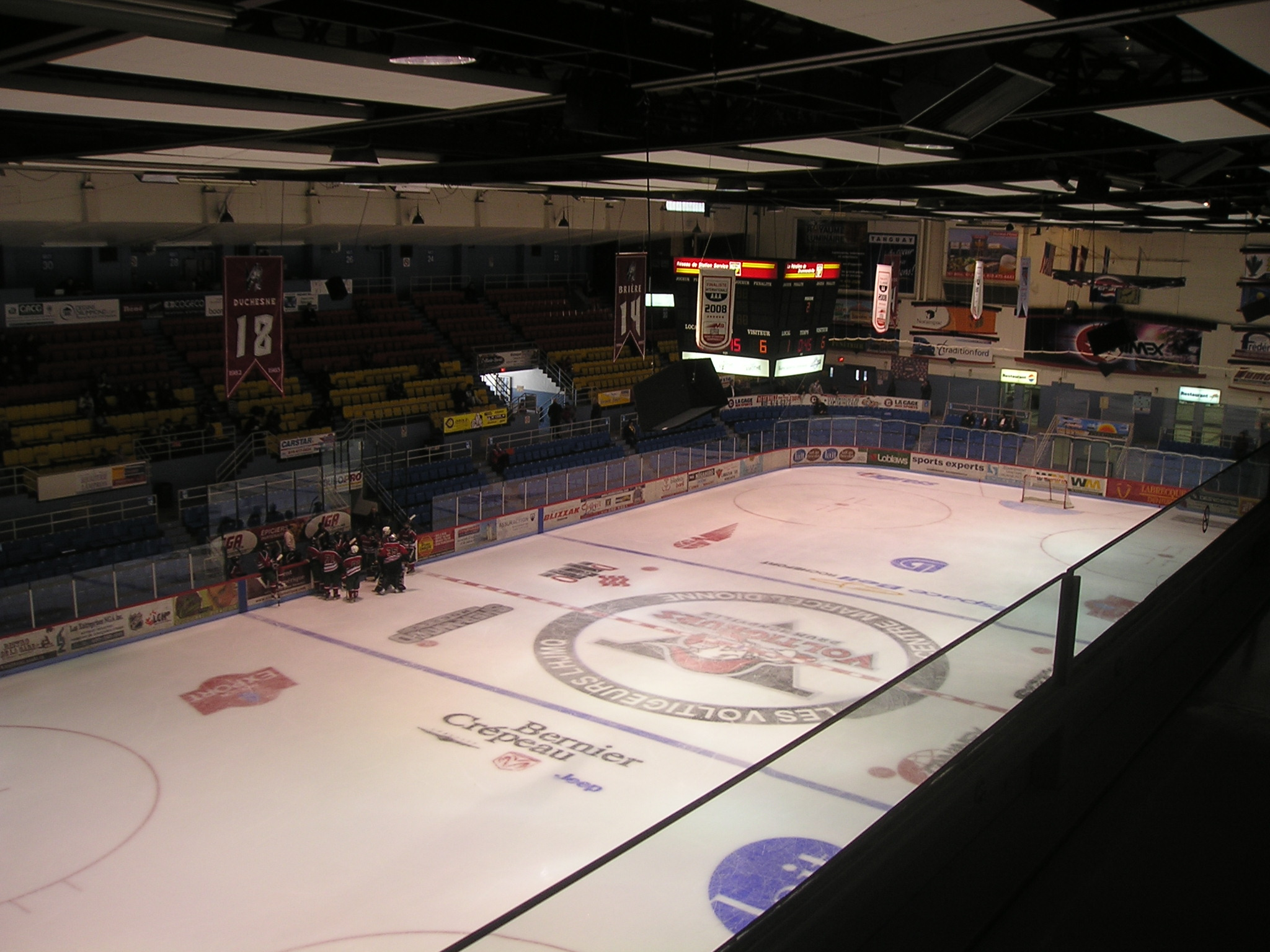
Innenansicht der Centre Marcel Dionne
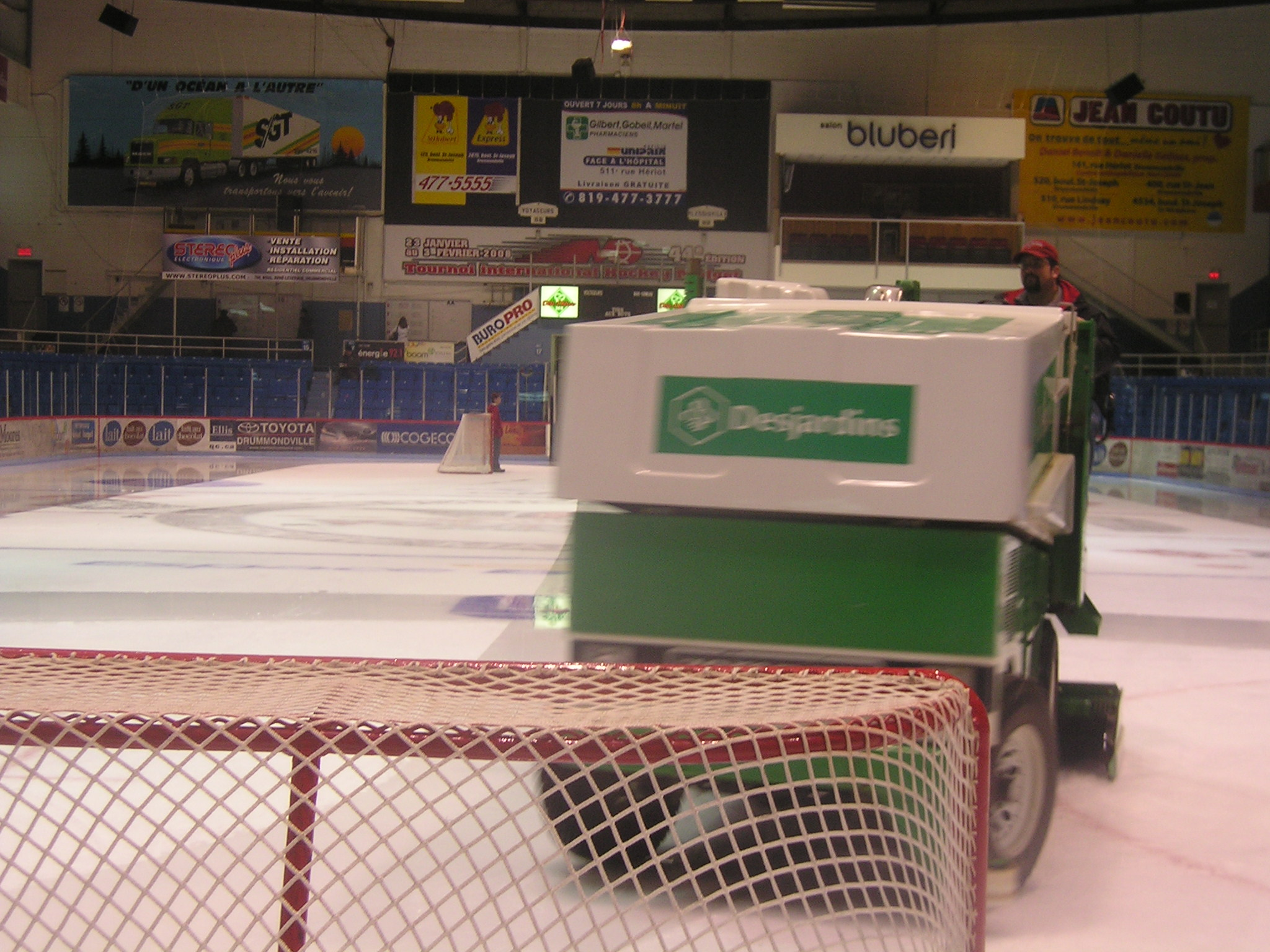
Die Eisfläche